# Eldena
Eldena là một đô thị ở huyện of Ludwigslust, bang Mecklenburg-Vorpommern, Đức. Đô thị này có diện tích 33,98 km², dân số thời điểm 31 tháng 12 là 1384 người.